# Municipio de Poyner
El municipio de Poyner (en inglés: Poyner Township) es uno de los diecisiete municipios ubicados en el condado de Black Hawk en el estado estadounidense de Iowa. En el año 2000 el municipio tenía una población de 2581 habitantes y una densidad poblacional de 28,6 personas por km². En su territorio se encuentran dos ciudades: Gilbertville y Raymond.

## Geografía
El municipio de Poyner se encuentra ubicado en las coordenadas 42°27′42″N 92°12′56″O / 42.46167, -92.21556.